# Kütschüm Khan
Kütschüm Khan (tatarisch Күчүм, Küçüm; russisch Кучум Kutschum; auch Küčüm; * vor 1550; † um 1605 vermutlich in Buchara) war der letzte Khan des Khanats Sibir. Seine grenzüberschreitenden Raubzüge und sein Versuch, den Islam in seinem Reich zu verbreiten, veranlassten den russischen Zaren Iwan IV., ein Kosakenheer gegen ihn zu entsenden. Kütschüm Khan ist vor allem für seinen energischen Widerstand gegen die russischen Invasoren bekannt und wird in zahlreichen tatarischen sowie russischen Liedern und Legenden besungen.

## Leben
Kütschüm war ein Abkömmling der usbekischen Schaibaniden-Dynastie, deren Herkunft bis auf Dschingis Khan zurückreicht. Seine direkten Vorfahren waren Murtaza Khan, Sohn des Mamudak Khan, Sohn des Hajim Mohammed Khan, Sohn des Ali Oglan, Sohn des Bekkondi.
1554 kämpfte er um den Thron des Khanats Sibir gegen seine Kontrahenten Yadegar und Bekbulat, die beide Vasallen Russlands waren. Nachdem Kütschüm Yadegar 1563 bezwungen und die Herrschaft übernommen hatte, unterstützte er 1573 einen Angriff auf Perm. Dies und weitere, kleinere Raubzüge veranlassten den russischen Zaren dazu, eine Invasion des Khanats Sibir durch die Kosaken zu unterstützen.

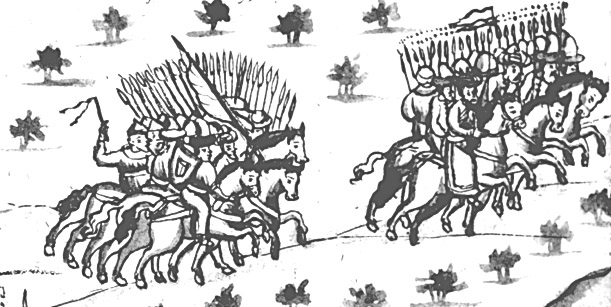
Der Fall Qaschliqs an Jermak und die Flucht Kütschüms. Eine Miniatur aus der Kungurchronik

1582 wurde das Khanat Sibir von dem kosakischen Ataman Jermak angegriffen, der die Einheiten Kütschüms in der Schlacht am Tschuwaschenkap besiegte und dessen Hauptstadt Qaschliq einnahm. Kütschüm zog sich infolgedessen in die Steppe zurück, wo er in den nächsten Jahren neue Einheiten aufstellte. Am 6. August 1584, im Dunkel der Nacht, griff er Jermak unerwartet an und tötete ihn und den Großteil seiner kosakischen Truppen.
Hier gibt es unterschiedliche Legenden, so wird berichtet, dass Jermak zunächst 1579 einen Vertrag mit Maxim Stroganoff (Stroganow), schloss, in dessen Ländereien sich dieser vor den anrückenden Truppen des Zaren Iwan IV. zurückgezogen hatte. Im Jahr 1580 soll Jermak, verleitet durch die Geschichten Stroganoffs über die Reichtümer des benachbarten Khanats, den Ural überschritten haben und mit seiner Reiterschar die Tartaren überwunden haben. Er stieß entlang des Tobol und der Tura bis nach Tjumen vor, das in seine Hände fiel. Von den hier erbeuteten Fellen und anderen Schätzen wurde ein Teil an den Zaren nach Moskau gesandt, der Jermak dafür zu seinem Statthalter in den eroberten Ländern ernannte. Jermak ließ Tjumen als Stützpunkt zu einer befestigten Anlage ausbauen und drang am Tobol und Irtysch entlang bis zur Residenz Kutschum Khans, die auch „Sibir“ genannt wurde und in der Nähe von Tobolsk lag vor. In der folgenden Schlacht soll Jermak Kutschum Khan selbst getötet haben. Anschließend zog er in die eroberte Stadt ein und gab sich den Namen „Herr von Sibir“, woraus die Bezeichnung Sibirien entstanden sein soll. Jarmak selbst soll am 16. August 1584 (nach anderen Angaben erst 1585) im Irtysch ertrunken sein.
In anderer Quelle wird berichtet, dass Jermak zunächst mit 850 Mann (Kosaken, Polen, Tataren und Deutsche) seine Unternehmung startete und sein Herr schnell auf 7000 Mann anwuchs. Bei der Überquerung des Urals verlor er rund drei Viertel des Heeres durch Kämpfe, Krankheiten und Strapazen. Trotzdem gelang es ihm bis zum Irtysch vorzudringen und sich 1581 gegen die Übermacht des Khans zu behaupten und dessen Truppen in die Flucht zu schlagen. Im Folgejahr nahm er „Sibir“ ein. Kutschum Khan kehrte 1584 mit neuen Truppen zurück und soll Jermak auf der Flucht über den Irtysch getötet und die Stadt zurückerobert haben. Daraufhin schickte der Zar Kosaken in das Gebiet, die Westsibirien einnahmen, Sibir endgültig zerstörten und 1588 in der Nähe die neue Hauptstadt Tobolsk gründeten, das als erste städtische russische Niederlassung jenseits des Ural galt. Kutschum Khan soll sich mit seinen Truppen in die Steppe südlich des Irtysch zurückgezogen haben, wo er im Jahr 1598 gestorben sein soll. Seinen Nachfolgern wurde erleubt sich bei Tjumen niederzulassen. Hier ist das Geschlecht 1659 ausgestorben.
1590 überfiel Kütschüm die Tataren in der Nähe von Tobolsk, welche sich den Russen mittels Tributzahlungen unterworfen hatten. 1591 wurde Kütschüm am Irtysch abgefangen und zwei seiner Frauen und sein Sohn Abdul-Khair gerieten in Gefangenschaft. Mit der teilweisen Fertigstellung der Festung Tara im Jahr 1594 fiel es Kütschüm zunehmend schwerer, sich der russischen Kontrolle zu entziehen. 1597 ersuchte Kütschüm, dessen Gefolgsleute 1595 am oberen Irtysch überfallen worden waren, den Zaren um Verhandlungen, woraufhin ihm dieser als Gegenleistung für eine Kapitulation Grundbesitz in Russland anbot. In der Umgebung des Ubinskoje-Sees fing Andrei Wojeikow 1598 eine große Anzahl weiterer Gefolgsleute des Khans ab, und später geriet am Fluss Ob Kütschüm selbst in Gefangenschaft. Zwar gelang ihm die Flucht, doch töteten die Russen seinen Bruder und einen seiner Söhne und nahmen fünf weitere Söhne sowie acht Frauen und elf Töchter gefangen. Dem islamischen Geistlichen, der die Verhandlungen führte, antwortete Kütschüm – sich selbst als taub, blind und ohne Lebensunterhalt beschreibend – dass er sich bisher nicht unterworfen habe und das auch jetzt nicht beabsichtige. Das war sein letzter Kontakt zu den Russen. Es wird angegeben, dass er sich mit den restlichen 40 Getreuen, und drei seiner Söhne zu den Nogais oder Manguts nach Buchara begeben wolle. Er soll 1598 oder später dort von den Nogais getötet worden sein, als Rache für die Schlechte Behandlung, die sie durch seinen Vater Murtaza erlitten hatten.
1620 heiratete Kütschüms Sohn Ischim Khan eine Tochter Khu Urluks, der dann seine Leute an die Wolga führte. Andere Nachkommen Kütschüms blieben im Großfürstentum Moskau, wo sie schließlich den Nachnamen Sibirski annahmen. 1591 war Kütschüms Sohn Abdul-Khair der erste der Dynastie, der gemeinsam mit seiner Familie zum Christentum konvertierte und schließlich im russischen Adel aufging. Sein Sohn hieß zwar noch Wassili Abulgairowitsch, aber bereits der Name seines Enkelsohnes Roman Wassiljewitsch war nicht mehr von dem eines gebürtigen Russen zu unterscheiden. 1686 bestimmte der Zar sogar, dass die Herrscherdynastien Imeretiens im Kaukasus gemeinsam mit den tatarischen Herrschern der Khanate Sibir und Kassimow in das Stammbuch des russischen Adels aufgenommen werden sollten. 1661 wurde ein Mann als Nachkomme Kütschüms beschrieben, der die Russen in Baschkirien bekämpfte.

## Rezeption
Geschichten über Kütschüm Khan wurden von mehreren Schriftstellern in historischen Romanen und Jugendbüchern beschrieben.
- Barbara Bartos-Höppner: Kosaken gegen Kutschum-Khan. das Abenteuer einer Eroberung (= Bastei-Lübbe-Taschenbuch. Band 50009). Lübbe, Bergisch Gladbach 1989, ISBN 3-404-50009-1 (Erstausgabe:  1959).
- Barbara Bartos-Höppner: Rettet den großen Khan – vom Kampf des Tatarenfürsten Kutschum um sein Reich Sibir. 5. Auflage. Thienemann, Stuttgart 1977, ISBN 3-522-10010-7 (Erstausgabe:  1961).
- Фәүзия Бәйрәмова (Fău̇zii︠a︡ Băĭrămova.): Күчем хан. 2007, OCLC 945929490 (tatarisch, Historischer Roman).
- Vyacheslav Yur’yevich Sofronov: Putʹ dikikh guseĭ. Veche, Moskau 2008, ISBN 978-5-9533-2713-8 (russisch, Historischer Roman, Teil 1 der Trilogie).
- Vyacheslav Yur’yevich Sofronov: Khan s lit︠s︡om strannika. Veche, Moskau 2008, ISBN 978-5-9533-2215-7 (russisch, Historischer Roman, Teil 2 der Trilogie).
- Vyacheslav Yur’yevich Sofronov: Kuchum. Veche, Moskau 2008, ISBN 978-5-9533-3199-9 (russisch, Historischer Roman, Teil 3 der Trilogie).